# إيروسباسيال غازيل
 إيروسباسيال غازيل (بالفرنسية: Gazelle)‏ طوافة عسكرية خفيفة ذات خمس مقاعد من إنتاج شركة إيروسباسيال الفرنسية، يؤمن الدعم اللازم للطوافة محرك عنفي أحادي، وتستخدم الطوافة بشكل أساسي كمروحية هجومية مزودة بصواريخ هوت المضادة للدروع (SA-342M)الفئات الأخرى من الغازيل تستخدم كمروحية إسناد خفيفة مجهزة بمدفع عيارة 20 ملم (SA-341F). تصنع طوافة الغازيل في مصر برخصة تصنيع من قبل الشركة العربية البريطانية للمروحيات، كما تعدّ مصر أكبر مشغل أجنبى لها خصوصا بعد تفكك يوغسلافيا السابقة بواقع 84 طوافة معلن عن وجودها في الخدمة.

## التصميم والتشغيل
تعدّ طوافة غازيل وليدة متطلبات الجيش الفرنسي لطوافة خفيفة ومتعددة المهام، وسرعان ما اجتذب التصميم اهتمام البريطانيين، حيث تم الاتفاق حول تطوير وانتاج الطوافة من قبل شركة ويستلاند للطوافات، وتتيح الاتفاقية التي تم توقيعها في فبراير 1969 إنتاج 292 طوافة من ذات الطراز و 48 من طراز ايروسبيشال بوماز لصالح الجيش البريطاني، في مقابل منح ايروسباسيال حصة للعمل في برنامج لتصنيع أربعين طوافة بحرية من طراز لينكس للبحرية الفرنسية.
الخصائص العامة (SA 341)
- الطاقم: 2
- سعة ركاب: 3
- الطول: 11.97 م
- الارتفاع: 3.15 م
- الوزن بلا حمولة: 908 كجم
- الوزن الإجمالي: 1,800 كجم
- المحرك: 1 × 440 كيلو واط (590 حصان)

الأداء
- السرعة القصوى: 310 كم/س
- المدى: 670 كم
- سقف الأرتفاع: 5,000 م (16,405 قدم)
- معدل الصعود: 9 م/ث (1,770 قدم/دقيقة)